# Swami Siddheswarânanda
 (octobre 2021).
Swâmi Siddheswarânanda (29 octobre 1897- 2 avril 1957) fut un moine de la Mission Ramakrishna.

## Biographie
De son nom d'origine Gopal Marar de Kottilil ou Tharavaad de Thrissur, il fut un prince de la Maison de Cochin, Kerala, avant de devenir moine. Il fit des études d'histoire à l'université de Madras. Il fut initié en 1916 par Swami Brahmananda, et ordonné moine en 1925. On l'appelait communément Gopal Maharaj. Il fut président à Mysore de la Ramakrishna Math. À cette époque, il favorisa la carrière de Puttappa, le légendaire poète kannada Kuvempu. Il avait une grande admiration pour Sri Ramana Maharshi.
Désigné par la Mission Râmakrishna pour représenter la spiritualité indienne en France, il arriva en France le 1er août 1937. Il fonda le Centre Védantique Ramakrishna en 1948 à Gretz, voisin de Prajñānanda qui le connaissait et l'appréciait. Il devint connu en France par ses conférences et ses écrits.
Il dirigea la collection « Vandé Mataram » aux Editions Jean Maisonneuve de 1942 à 1955, avec la collaboration de Marcel Sauton et de M. Joaquim Du Plessis de Grenédan.